# Ribonukleazni inhibitor
Ribonukleazni inhibitor (RI) je veliki (~450 ostataka, ~49 kDa), kiseli (pI ~4.7), protein ponavljanja bogatih leucinom, koji formira ekstremno čvrste komplekse sa pojedinim ribonukleazama. On je jedan od glavnih ćelijskih proteina. On sačinjava ~0.1% svih ćelijskih proteina po težini, i ima važnu ulogu u regulisanju životnog veka RNK.
RI ima iznenađujućie visok sadržaj cisteina (~6.5%, cf. 1.7% za tipične proteine) i senzitivan je na oksidaciju. RI je isto tako bogat leucinom (21.5%, u poređenju sa 9% kod tipičnih proteina) i ima proporcionalno niži udeo drugih hidrofobnih ostataka, posebno valina, izoleucina, metionina, tirozina, i fenilalanina.

## Struktura
RI je klasični protein ponavljanja bogatog leucinom, koji se sastoji od naizmeničnih α-heliksa i β-lanaca duž svoje osnove. Ovi elementi sekundarne strukture su omotani u zakrivljeni, desnoruki solenoid koji podseća na potkovicu. Paralelni β-lanci i α-heliksi formiraju unutrašnji i spoljašnji zid potkovice, respektivno. Struktura je stabilizovana unutrašnjim asparaginima u bazi svakog zaokreta, kad lanac prelazi iz α-heliksa u β-ravan. αβ motiv sa 28 do 29 ostataka se alternativno ponavlja, efektivno formirajući 57-ostataka dugu jedinicu koja korespondira svojoj genetičkoj strukturi (svaki ekson kodira 57-ostataka dugu jedinicu).

## Vezivanje za ribonukleaze
Afinitet RI za ribonukleaze je jedan od najviših među poznatim protein-protein interakcijama; konstanta disocijacije kompleksa RI-RNaze A je femtomolarnog (fM) reda veličine pod fiziološkim uslovima, dok je Kd vrednost za kompleks RI-angiogenin manja 1 fM. Uprkos visokog afiniteta, RI može da veže širok opseg RNaza A, mada one imaju relativno nizak indentitet sekvenci. Rezultati biohemijskih studija i razmatranja kristalografskih struktura kompleksa RI-RNaze A ukazuju na činjenicu da su interakcije prevashodno elektrostatičke prirode, kao i da postoje znatne zaklonjene površine. RI afinitet za ribonukleaze je važan, pošto mnoge ribonukleaze proizvode citotoksične i citostatičke efekte koji su u dobroj korelaciji sa njihovom sposobnosti vezivanja RI.
Ribonukleazni inhibitori sisara nemaju sposobnost vezivanja pojedinih članova pankreasnih ribonukleaza iz drugih vrsta. Specifično, na amfibijske RNaze, kao što su ranpirnaza i amfinaza iz severnih leopardskih žaba, ne utiču RI sisara i uočeno je da one manifestuju diferencijalnu citotoksičnost za ćelije raka.

## Literatura
- Kobe B, Deisenhofer J (1995). „A structural basis of the interactions between leucine-rich repeats and protein ligands”. Nature. 374 (6518): 183—6. PMID 7877692. doi:10.1038/374183a0.
- Kobe B, Deisenhofer J (1996). „Mechanism of ribonuclease inhibition by ribonuclease inhibitor protein based on the crystal structure of its complex with ribonuclease A”. Journal of Molecular Biology. 264 (5): 1028—43. PMID 9000628. doi:10.1006/jmbi.1996.0694.
- Papageorgiou AC, Shapiro R, Acharya KR (1997). „Molecular recognition of human angiogenin by placental ribonuclease inhibitor--an X-ray crystallographic study at 2.0 A resolution”. The EMBO Journal. 16 (17): 5162—77. PMC 1170149 . PMID 9311977. doi:10.1093/emboj/16.17.5162.
- Suzuki M, Saxena SK, Boix E, Prill RJ, Vasandani VM, Ladner JE, Sung C, Youle RJ (1999). „Engineering receptor-mediated cytotoxicity into human ribonucleases by steric blockade of inhibitor interaction”. Nature Biotechnology. 17 (3): 265—70. PMID 10096294. doi:10.1038/7010.
- Shapiro R, Ruiz-Gutierrez M, Chen CZ (2000). „Analysis of the interactions of human ribonuclease inhibitor with angiogenin and ribonuclease A by mutagenesis: importance of inhibitor residues inside versus outside the C-terminal "hot spot"”. Journal of Molecular Biology. 302 (2): 497—519. PMID 10970748. doi:10.1006/jmbi.2000.4075.
- Bretscher LE, Abel RL, Raines RT (2000). „A ribonuclease A variant with low catalytic activity but high cytotoxicity”. The Journal of Biological Chemistry. 275 (14): 9893—6. PMID 10744660. doi:10.1074/jbc.275.14.9893.
- Yakovlev GI, Mitkevich VA, Makarov AA (2006). „Ribonuclease inhibitors”. Molecular Biology. 40 (6): 867—874. doi:10.1134/S0026893306060045.[мртва веза]